# Lohbek (Schillingsbek)
|  | Per a altres significats, vegeu «Lohbek (Alster)». |

El Lohbek és un riu de l'estat d'Hamburg (Alemanya). Neix a Lokstedt a prop del carrer Lohkoppelweg i desemboca al Schillingsbek al mateix nucli.
El nom prové dels blanquers que s'instal·laven a l'edat mitjana als marges del rierol, lluny de la ciutat, a causa de la pudor del procediment. En aquest context, el mot Loh significa l'escorça de roure utilitzada per a adobar el cuir. Al segle xix els artesans van desplaçar-se i el barri va esdevenir elegant, en atreure ciutadans benestants que van construir-hi les seves vil·les.

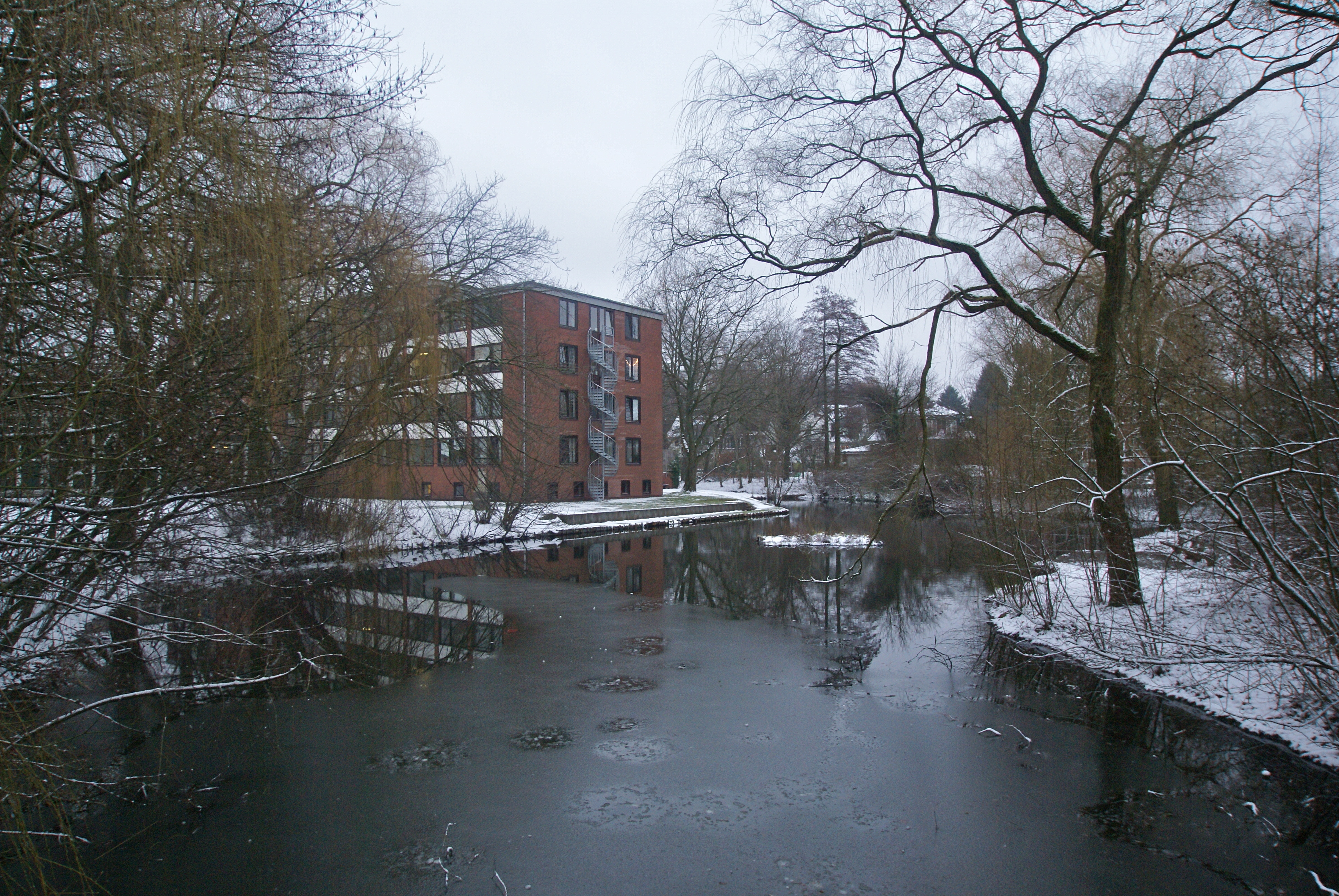
L'estany del Lohbek
El parc del Lohbek
El Lohbek sorgeix a prop del carrer Lohkoppelweg
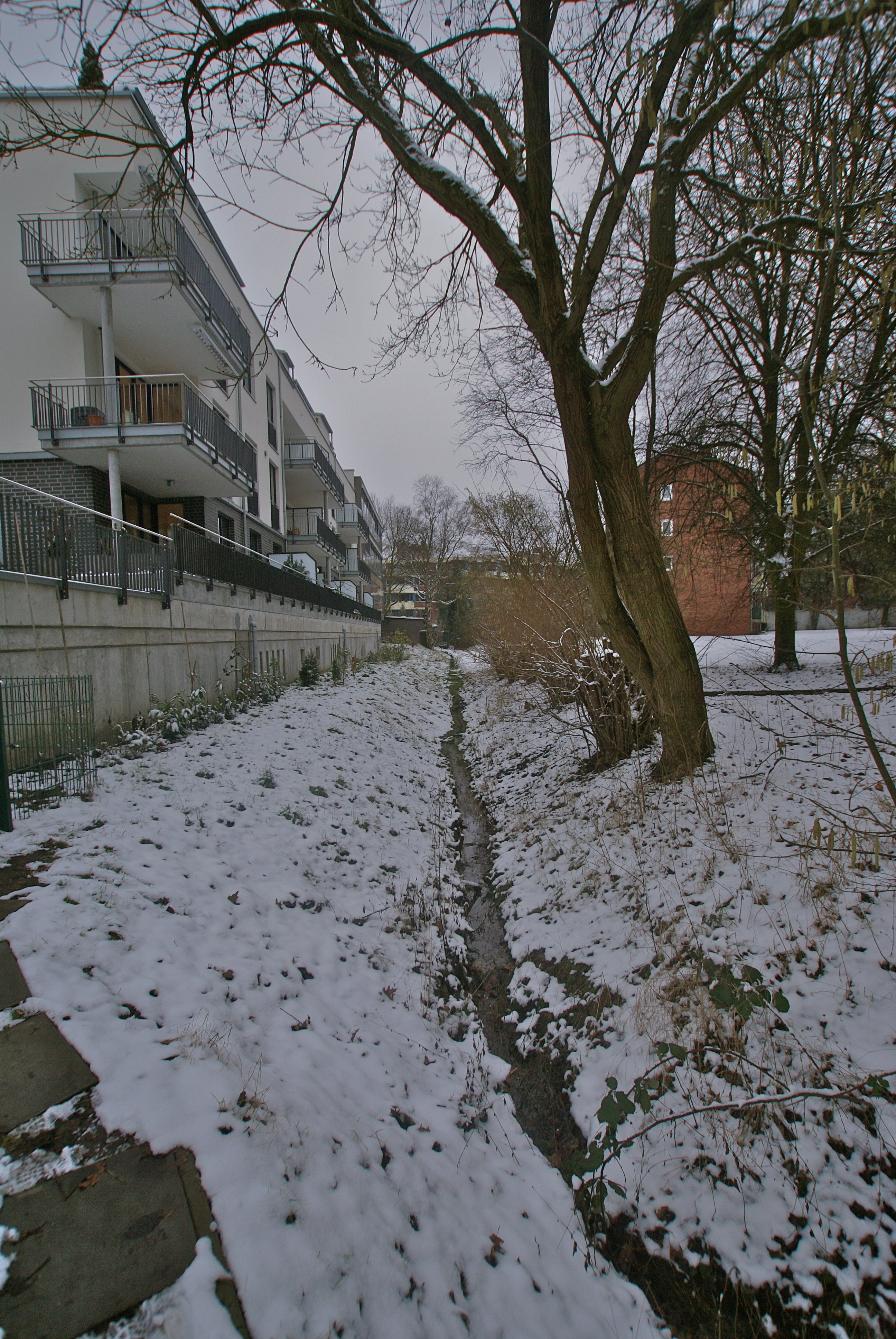
Una urbanització recent al marge del rierol